# Lutzomyia guatemalensis
Lutzomyia guatemalensis är en tvåvingeart som beskrevs av Porter C. H., Young D. G. 1986. Lutzomyia guatemalensis ingår i släktet Lutzomyia och familjen fjärilsmyggor.
Artens utbredningsområde är Guatemala. Inga underarter finns listade i Catalogue of Life.